# Bryophaenocladius virgo
Bryophaenocladius virgo är en tvåvingeart som beskrevs av August Friedrich Thienemann och Karl Strenzke 1940. Bryophaenocladius virgo ingår i släktet Bryophaenocladius och familjen fjädermyggor. Inga underarter finns listade i Catalogue of Life.